# Synagoga w Samarze
Synagoga Chóralna w Samarze (ros. Самарская хоральная синагога) – główna synagoga miejska zbudowana w 1908 roku przy ul. Sadowej 49 w Samarze. 
Została zbudowana w latach 1903–1908 w stylu neomauretańskim według projektu lokalnego architekta Zelmana W. Klejnermana przy ówczesnej ulicy Nikołajewskiej 41. Uroczyste otwarcie bóżnicy nastąpiło 31 sierpnia 1908 roku. Przed I wojną światową była największą (obok charkowskiej) synagogą w Europie. 
19 października 1928 roku lokalne władze zamknęły bóżnicę i umieściły w niej dom kultury (później piekarnię chleba). 20 lutego 1995 roku budynek został wpisany na listę dziedzictwa kulturowego o znaczeniu państwowym. 
W grudniu 2007 roku jej rekonstrukcją zainteresowały się władze rosyjskiej federacji gmin żydowskich, ponieważ przez ostatnie dziesięć lat stan budynku znacznie się pogorszył (rozkradziono znaczną część wyposażenia, choć ocalała biblioteka). 
Po przeciwnej stronie ulicy Sadowej (pod nr 52) otwarto w styczniu 2008 roku synagogę „Or Ezrael” (ros. Ор Эсраэль). Uroczystego wniesienia zwitków Tory podarowanych przez moskiewską chóralną synagogę dokonano 27 stycznia. Jej nazwa odwołuje się do imienia Ezraela Pejsacha Wajsa (Эсраэль Пейсех Вайс), młodszego brata rabina Samary Szmula (ros. Шмуэл Вайс).